# Nesbit Willoughby

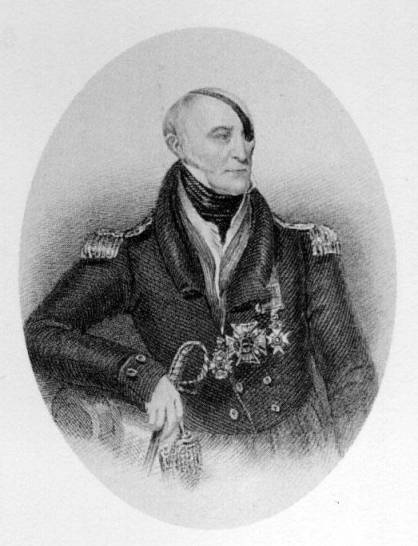
Sir Nesbit Willoughby

Sir Nesbit Josiah Willoughby (* 29. August 1777; † 19. Mai 1849 in London) war ein britischer Admiral, der durch den sogenannten Mauritiusfeldzug bekannt geworden ist. Der englische Seefahrer Sir Hugh Willoughby ist ein entfernter Verwandter.

## Frühe Jahre
Willoughby trat 1790 in die Royal Navy ein und diente in der Seeschlacht von Kopenhagen. Im Jahr 1800 wegen Insubordination vom Kriegsgericht aus der Royal Navy entlassen. 
Bei Kriegsausbruch 1803 schloss er sich als Freiwilliger einem Geschwader an, welches in die Karibik segelte. Aufgrund seiner Tapferkeit und Einsatzbereitschaft wurde ihm sein früherer Rang wiedergegeben. 
1808 kam Willoughby erneut vor ein Kriegsgericht am Kap der Guten Hoffnung wegen Grausamkeit gegen seine Mannschaft. Er wurde freigesprochen, ihm wurde aber dringend nahegelegt, insbesondere in seiner Wortwahl moderater zu sein.

## Mauritiusfeldzug
Er nahm mit der Fregatte HMS Néréide 1810 am Mauritiusfeldzug teil und wurde in der Seeschlacht von Grand Port schwer verwundet. Weil weniger als 60 Mann seiner 281 Mann starken Besatzung unverletzt blieben, wurde ihm der Spitzname The Immortal Willoughby zuteil. Das Kriegsgericht sprach ihm wegen seiner Kapitulation und der Übergabe der HMS Néréide an die Franzosen frei. Seine Verwundungen schlossen aber einen weiteren Dienst in der Royal Navy aus.

## Späteres Leben
1812 bot Willoughby Russland im Krieg gegen Napoleon seine Dienste an. Er wurde von den Franzosen gefangen genommen, jedoch gelang ihm die Flucht nach Großbritannien. 1827 zum Knight Bachelor, 1832 zum Knight Commander des Guelphen-Ordens (KCH) und 1847 zum Rear-Admiral ernannt, verstarb er 1849 unverheiratet.